# 西嶋勝彦
西嶋 勝彦（にしじま かつひこ、1941年1月25日 - 2024年1月7日）は、日本の弁護士。

## 経歴
1941年、福岡市に4男2女の4男として生まれる。生家は多久氏に仕える兼農下級武士だった陣内家だが、生まれた直後に母を亡くし、子のなかった母の妹夫妻の養子となった。長兄はシベリア抑留を経験、次兄は米軍機の機銃掃射により死亡、三兄は実父の弟夫妻の養子となった。また、実父の再婚により2人の異母弟がおり、長姉は西鉄の経理畑で働きながらその面倒を見ていた。1959年福岡県立修猷館高等学校を経て、1963年中央大学法学部を卒業。
1965年司法研修所を卒業（17期）し、東京弁護士会に登録。東京合同法律事務所に入り、事務所の先輩であった上田誠吉に誘われ、1年目から八海事件（1951年）に携わる。
八海事件の被告人だった阿藤周平が収監されていた広島拘置所に、仁保事件（1954年）の被告人も収監されていたこともあり、仁保事件の弁護団にも加わり、上告審を担当した。その後、八海事件は1968年、仁保事件は1972年に無罪を勝ち取っている。
仁保事件で知り合った弁護士高野孝治に依頼され、二審で無期懲役となっていた江津事件（1962年）の上告審に携わるが、最高裁は1972年に上告を棄却している。
日弁連の人権擁護委員だった関係で、丸正事件（1955年）の再審も担当。さらに、島田事件（1954年）や徳島ラジオ商殺し事件（1953年）を担当する。
徳島ラジオ商殺し事件を担当している時には、波谷事件（1977年）も弁護し、最高裁で有罪判決が破棄、1984年高裁に差し戻され無罪となった。その後、1985年に徳島ラジオ商殺し事件も無罪を勝ち取っている。
1983年東京合同法律事務所の同僚であった福島等らと共にお茶の水合同法律事務所を開設する。1986年4月から1987年3月まで東京弁護士会副会長、1987年4月から1988年3月まで日弁連常務理事、1988年4月から2006年3月まで日弁連拘禁二法案対策本部事務局長、1998年東京弁護士会常議員会議長、2009年から2011年まで法務省不服審査検討委員を務めている。
1989年島田事件の再審無罪を勝ち取った頃、袴田事件は第1次再審を請求していたため、袴田事件の弁護団に加わり、1994年静岡地裁での棄却決定後に弁護団長に就任。2014年3月静岡地裁が再審開始と袴田の死刑及び拘置の執行停止を決定、2018年6月東京高裁は静岡地裁決定を取り消し再審請求を棄却したが、2020年12月最高裁第三小法廷が、再審請求を棄却した東京高裁決定には審理を尽くさなかった違法があるとしてこれを取り消し、高裁に審理を差し戻し、2023年3月東京高裁は再審開始を認める決定を行った。
晩年は間質性肺炎の治療をしながら活動を続け、袴田事件の再審公判では、2023年10月の初公判から12月の第6回公判まで車いすで参加していたが、2024年1月7日に東京都内の自宅で倒れ死去しているところを家族が見つけた。
2024年9月26日、静岡地裁は袴田に対して無罪を言い渡し、検察側は10月8日に判決を覆すのは困難として控訴の断念を表明、9日に控訴の権利を放棄する手続きを取り、無罪が確定した。

## 共著
- 『死刑か無罪か―えん罪を考える』（佐野洋との共著、岩波ブックレット、1984年）
- 『世界に問われる日本の刑事司法』（庭山英雄、寺井一弘との共編著、現代人文社、1997年）
- 『袴田再審から死刑廃止へ』（袴田秀子、笹原恵らとの共編著、インパクト出版会、2014年）